# Dom niespokojnej starości (serial telewizyjny)
Dom niespokojnej starości – polski serial obyczajowy. Wyprodukowany w 2005 roku i od razu trafił do archiwum TVP. Od soboty 30 stycznia 2010 o godz. 16.20 był pokazywany w TVP1. Serial liczy siedem półgodzinnych odcinków.
Serial opowiada o pensjonariuszach domu spokojnej starości "Kukułka", który prowadzą doktor Maurycy Wiński i jego żona Klara. W serialu zagrała plejada gwiazd, m.in. Beata Tyszkiewicz, Piotr Machalica, Zofia Czerwińska, Edyta Olszówka i Edward Linde-Lubaszenko. Reżyserem i scenarzystą produkcji jest Adek Drabiński.

## Obsada
- Piotr Machalica – doktor Maurycy Wiński
- Edyta Olszówka – Klara Wińska
- Beata Tyszkiewicz – hrabina Aniela Wielopolska-Bryś
- Zofia Czerwińska – Dziunia Wysocka
- Andrzej Zieliński – ksiądz Migdalski
- Edward Linde-Lubaszenko – major Jaźwina-Krupaczewski
- Witold Dębicki – Nadolny
- Karol Stępkowski – zegarmistrz Śpiewak
- Marta Żmuda Trzebiatowska – Bella

## Spis odcinków
1. Nowy
2. Łelkam Kowalski
3. Przekręt. Część I
4. Przekręt. Część II
5. Lot nad pensjonatem kukułka
6. Otello
7. Dyskretny urok PRL-u